# Luisa Valenzuela
Luisa Valenzuela (26 de noviembre de 1938, Buenos Aires) es una escritora argentina autora de novelas, cuentos, microficción y ensayos. Ejerció profesionalmente el periodismo durante largos años y continúa escribiendo columnas para medios nacionales y extranjeros.  

## Biografía
Hija de la escritora Luisa Mercedes Levinson y del doctor en medicina Pablo Francisco Valenzuela, en su casa de infancia se daban cita las mayores figuras literarias de la época. De niña sintió una fuerte atracción por las ciencias y sobre todo por la aventura. A partir de los 17 años comenzó a publicar en diversos medios locales y presentar breves programas radiales.

A los 20 años, recién casada con Théodore Marjak, marino mercante e ingeniero francés, se radicó en Normandía y al año en París donde fue corresponsal del diario El Mundo de Buenos Aires, realizó programas para la Radio Télévision Française (Amérique Latine), frecuentó a miembros del grupo Tel Quel y del Nouveau Roman y escribió su primera novela, Hay que sonreír, cuya protagonista, Clara, daría título a las traducciones al inglés y al guion cinematográfico). En 1959 nació su hija, la hoy artista plástica Anna-Lisa Marjaky en 1961 regresó a Buenos Aires donde se desempeñaría como periodista en el diario La Nación (en 1965 recibió un Premio Nacional Kraft por su labor periodística) y mucho más adelante en la revista Crisis, entre otros periódicos. En 1969 obtuvo la Beca Fulbright para participar del International Writers’ Workshop en la Universidad de Iowa, donde escribió El gato eficaz. Desde 1972 hasta 1974 vivió entre Barcelona (de allí su novela Como en la guerra) y París, pasando por México con una breve permanencia en Nueva York, donde investigó aspectos de la literatura marginal norteamericana en tanto becaria del Fondo Nacional de las Artes. A consecuencia de la atroz dictadura del mal llamado Proceso de Reorganización Nacional en Argentina, habiendo publicado Aquí pasan cosas raras y Como en la guerra, y tras escribir Cambio de armas que debió permanecer oculto, en 1979 se trasladó a Nueva York invitada por la Universidad de Columbia en calidad de escritora en residencia. Allí permaneció 10 años durante los cuales fue profesora adjunta de Latin American Literature en la Universidad de Columbia, obtuvo la Berg Chair de NYU donde permaneció hasta su partida en la Writing Division. 

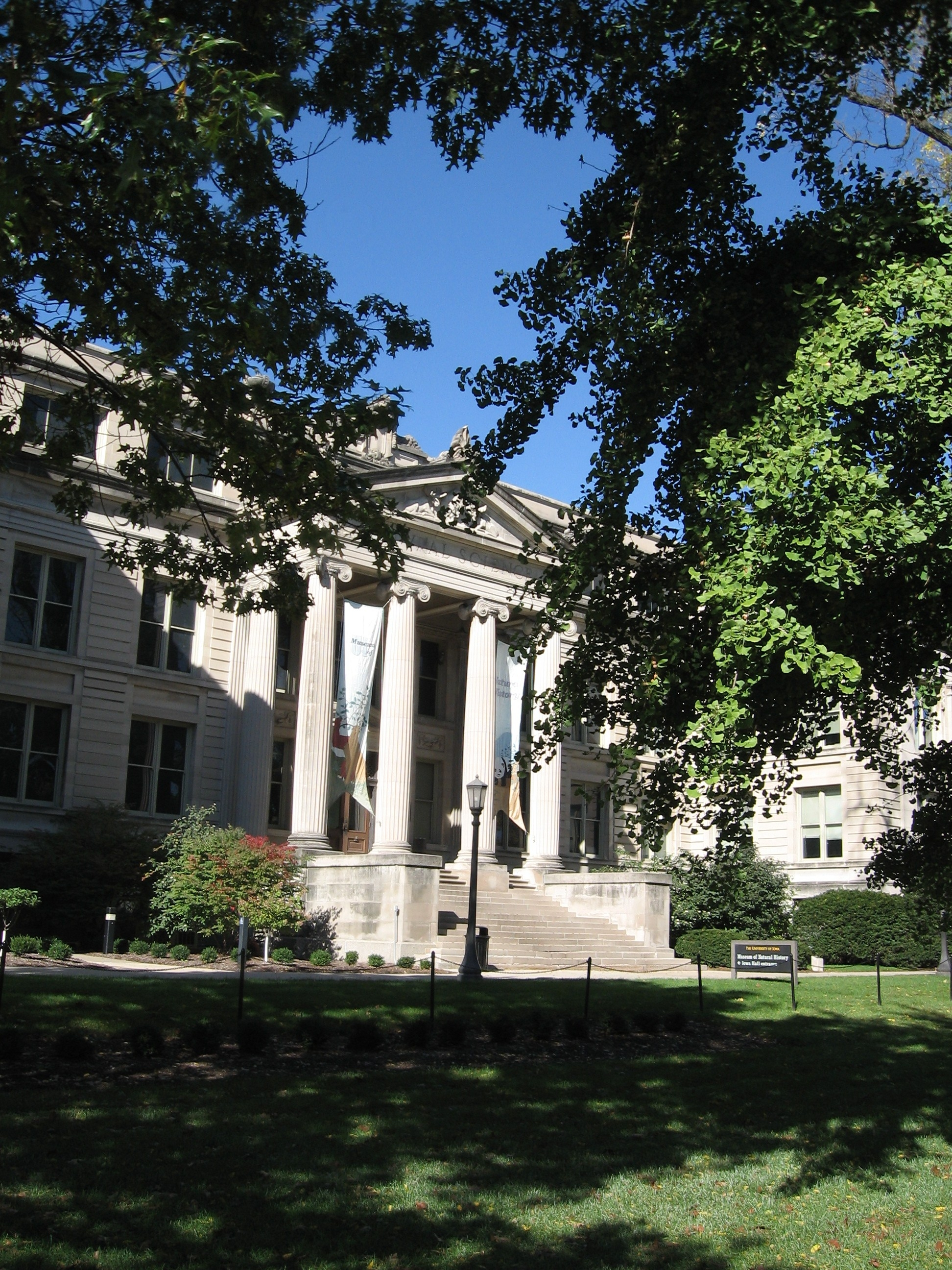

Fue Fellow del New York Institute for the Humanities, del Fund for Free Expression y miembro del Freedom to Write Comittee de PEN American Center. Obtuvo la Beca Guggenheim en 1983. Dictó conferencias y asistió a simposios por todo el pas, recibió homenajes (la Putterbaugh Conference entre otros), fue jurado de importantes premios. Allí fueron publicados por primera vez el volumen de relatos Cambio de Armas y la novela Cola de lagartija.
En 1989 regresó definitivamente a Buenos Aires, donde escribió la novela Realidad nacional desde la cama (proyectada inicialmente como obra de teatro) y completó Novela negra con argentinos  iniciada en Nueva York quizá como despedida de esa gran ciudad. A fines de 2001 Casa de las Américas, La Habana, le dedicó una Semana de Autor(a). Invitada por Carlos Fuentes, integró el Consejo consultivo de la Cátedra Alfonso Reyes en el Instituto Tecnológico de Monterrey, México.
Numerosos fueron los simposios dedicados a la autora: El 2 y 3 de agosto de 2002 se llevaron a cabo las Jornadas sobre la obra de Luisa Valenzuela en el auditorio del MALBA (Museo de Arte Latinoamericano de Buenos Aires). En julio de 1981 fue invitada de honor, «Luisa Valenzuela: a simposium», Universidad de Trobe, Melbourne, Australia. IX Coloquio Literario de la Feria Internacional del Libro de Monterrey, dedicado a la obra de Luisa Valenzuela. Simposio internacional: «Aproximaciones a la obra literaria de Luisa Valenzuela», Universidad de Viena. En 2015 se realizó las Jornadas Luisa Valenzuela «El vértigo de la escritura», Revista Anfibia, Museo MALBA, UNSAM, Biblioteca Nacional de la República Argentina. En 2019, Silvia Lemus le entrega la Medalla de oro «Carlos Fuentes» en la Conferencia de apertura de la FIL. En 2021 se realizó una presentación en simultáneo de las editoriales Marea e Interzona sobre dos de las últimas obras de la autora en el Centro Cultural Kirchner. Actualmente sigue escribiendo y participando de eventos.

## Premios y becas
- 1965 Kraft piola por sus obras periodísticas.[1]
- 1966 Premio del Instituto Nacional de Cinematografía al guion "Clara", basado en la novela Hay que sonreír.
- 1969 Beca Fulbright para participar en el Programa Internacional de Escritura de la Universidad de Iowa.
- 1972 Beca del Fondo Nacional de las Artes para investigaciones en Nueva York.
- 1981/82 Fellow of the Institute for the Humanities of New York University.
- 1983 Beca Guggenheim.
- 1985 Distinguished Writer in Residence at New York University.
- Doctora honoris causa de la Universidad de Knox, Illinois.
- 1997 Medalla Machado de Assis de la Academia Brasilera de Letras.
- 2004 Diploma al Mérito Premio Konex: Cuento: Quinquenio 1994 - 1998.
- 2004 Premio Astralba otorgado a la totalidad de su obra por la Universidad de Puerto Rico.
- 2011 Elected Foreign Honorary Member of the American Academy of Arts and Sciences.
- 2016 Gran Premio de Honor de la SADE.
- 2017 Doctora honoris causa de la Universidad Nacional de San Martín.
- 2017 Premio León de Greiff al Mérito Literario.
- 2019 Premio Internacional Carlos Fuentes a la creación literaria en idioma español.[2]
- El gato eficaz. Novela. México: Ediciones Joaquín Mortíz, 1972. (Otras ediciones: Buenos Aires: Ediciones de la Flor, 1991, 2001. / Buenos Aires: interzona editora, 2023).
- Como en la guerra. Novela. Buenos Aires: Sudamericana, 1977. (Otras ediciones: La Habana: Ediciones Casa de las Américas, 2001).
- Cola de lagartija. Novela. Buenos Aires: Editorial Bruguera, 1983. (Otras ediciones: México: Difusión Cultural, UNAM, 1992. México:	Planeta, 1998).
- Realidad nacional desde la cama. Novela. Buenos Aires: Grupo Editor Latinoamericano, 1990, 1993.
- Novela negra con argentinos. Novela. Barcelona: Ed. Plaza y Janés, 1990. (Otras ediciones: Hanover (NH): Ediciones del Norte, 1990. Buenos Aires: Editorial Sudamericana, 1991).
- La Travesía. Novela. Buenos Aires: Editoria Norma, 2001. (Otras ediciones: La otra orilla (Colección), Barcelona, 1997; Editorial Alfaguara, México, 2002, Bogotá 2002).
- El Mañana. Buenos Aires: Seix Barral, 2010. (Otras ediciones: Buenos Aires: interzona editora, 2020)
- Carta de navegacion. Buenos Aires: interzona editora.
- Cuidado con el tigre. Buenos Aires: Editorial Seix Barral, 2011.
- La máscara sarda, el profundo secreto de Perón. Buenos Aires: Editorial Seix Barral, 2012.[3]
- Fiscal muere. Buenos Aires: Editorial Interzona, 2021.

### Cuentos y relatos
- Los heréticos. Cuentos. Buenos Aires: Editorial Paidós, 1967.
- Aquí pasan cosas raras. Cuentos. Buenos Aires: Ediciones de la Flor, 1975 y 1991.
- Libro que no muerde. Cuentos. México: Difusión Cultural, UNAM, 1980.
- Cambio de armas. Relatos. Ediciones del Norte, Hanover, 1982. (Otras ediciones: México: Martín Casilla Editores, 1982. Buenos Aires: Editorial Norma, 2004).[4]
- Donde viven las águilas. Cuentos. Buenos Aires: Editorial Celtia, 1983.
- Simetrías. Cuentos. Buenos Aires: Ed. Sudamericana, 1993. (Otras ediciones: Barcelona: Ed. Plaza y Janés, 1997).
- Antología personal. Buenos Aires: Ediciones Desde la Gente, 1998.
- Cuentos completos y uno más. México / Buenos Aires: Alfaguara, 1999, 2001.
- Simetrías/Cambio de Armas (Luisa Valenzuela y la crítica). Valencia: Ediciones ExCultura, 2002.
- El placer rebelde. Antología general. Prólogo y selección de Guillermo Saavedra. Buenos Aires, México: Fondo de Cultura Económica, 2003.
- BREVS. Microrrelatos completos hasta hoy. Córdoba (Arg.): Editorial Alción, 2004.
- Trilogía de los bajos fondos (Hay que sonreír, Como en la guerra, Novela negra con argentinos). México: Fondo de Cultura Económica, 2004.
- Acerca de Dios (o aleja). Rosario (Argentina): Editorial Fundación Ross, 2007.
- Generosos inconvenientes. Antología de cuentos. Edición de Francisca Noguerol Jiménez. Palencia: Menoscuarto ediciones, 2008. (reloj de arena, 35)
- Tres por cinco. Madrid: Páginas de Espuma, 2008. (Colección Voces / Literatura). Editado en Argentina en 2010.
- Juego de villanos. Barcelona: Thule Ediciones, 2008. (Colección Micromundos, 18)
- Tres por cinco. Madrid: Editorial Páginas de Espuma, 2008. (Otras ediciones: Buenos Aires: Editorial Páginas de Espuma/La Compañía, 2010)
- ABC de las microfábulas. Edición de arte ilustrada por Rufino de Mingo. Madrid: Del Centro Editores, 2009. (Otras colecciones: Edición de arte ilustrada por Lorenzo Amengual, Buenos Aires: Editorial La Vaca, 2011)
- Zoorpresas zoológicas. Microrrelatos. Buenos Aires: Editorial Macedonia, 2013.
- Zoorpresas y demás microfábulas. Lima: Editorial El Gato Descalzo, 2013.
- Cambio de armas y otros cuentos políticos. Buenos Aires: Ediciones Colihue, 2015.
- Cuentos de nuestra América. Cuernavaca: Editorial La Ratona Cartonera, 2018.
- El chiste de Dios y otros cuentos. Quindio, Colombia: Editorial Cuadernos Negros, 2017. (Otras ediciones: Buenos Aires: Editorial Voria Stefanovsky/SB 2019)
- Circo de tres pistas. Antología personal. Resistencia: ConTexto Libros, 2019.
- Cuentos de Hades revistados. Buenos  Aires: Editorial Desde la Gente, 2021.

### Ensayos
- Peligrosas Palabras. Ensayos. Buenos Aires: Editorial Temas, 2001. (Otras ediciones: México: Editorial Océano, 2002).
- Escritura y Secreto. Ensayos. México: Editorial Ariel, 2002. (Otras ediciones: México: Fondo de Cultura Económica, 2003).
- Los deseos oscuros y los otros (cuadernos de New York). Buenos Aires: Ed. Norma, 2002.
- Acerca de Dios (o aleja). Rosario: Editorial Fundación Ross, 2007. (Semillas de Eva)
- Taller de escritura breve. Lima: Editorial Sarita Cartonera, 2007.
- Entrecruzamientos. Cortázar - Fuentes. Alfaguara, 2014.
- Diario de máscaras. Buenos Aires: Editorial Capital Intelectual, 2014.
- Lecciones de arte (Colección “Consejos de Mentes Brillantes”). México: Sindicato Nacional    de Trabajadores de la Educación, 2014.
- Conversación con las máscaras. Lima: Editorial Micrópolis, 2016.
- Diario de máscaras. Antología. Cuernavaca: Editorial La Ratona Cartonera, 2019.
- La cortina negra. Buenos Aires (separata de Interior día/Interios noche: Fudación Proyecto al Sur, 2019.
- Carta de navegación para El Mañana (fascículo). Buenos Aires: Interzona Editora, 2020.
- La mirada horizontal. Buenos Aires: Editorial Marea (Periodismo de Colección), 2021.
- Los tiempos detenidos, Buenos Aires: Editorial Marea (Colección Ficciones reales), 2022.

### Obra en Traducción (en orden cronológico)
La totalidad de su obra ha sido traducida al inglés. En forma parcial también al alemán, francés, portugués, holandés, serbio, persa y japonés, entre otros idiomas. 
- Clara: 13 short stories and a novel. Traducción de Hortense Carpentier y J. Jorge Castello. Nueva York: Harcourt, Brace and Jovanovich, 1976.
- "I’m Your Horse in the Night" (traducción de Rosette C. Lamont), en: Centerpoint (on Time, Space, Dream). Volume 2, Number 3 (issue 7). Nueva York, Fall 1977.
- Strange Things Happen Here. 19 relatos y una novela. Traducción de Helen R. Lane. Nueva York: Harcourt, Brace and Jovanovich, 1979.
- The Lizard's Tail. Traducción deGregory Rabassa. Nueva York: Farrar Straus and Giroux, 1983. (Otra edición: Londres: Serpent's Tail, 1987).
- Other Weapons. Traducción de Deborah Bonner. Hanover, NH: Ediciones del Norte, 1985.
- Troca d’armas. Trad. Eduardo Brandão. Sao Paulo, Brasil: Art Editora, 1986. (Portugués)
- He Who Searches. Traducción de Helen Lane. Elmwood Park, IL: The Dalkey Archives, 1986.
- Wisseling van wapens. Vertaling Elisabeth van Elsen. Ámsterdam: Uitgeverij Wereldbibliotheek, 1988. (holandés)
- Open Door (selected short stories). Translated by Hortense Carpentier, J. Jorge Castello, Helen Lane, Christopher Leland, Margaret Sayers Peden and David Unger. Hanover, NH: North Point Press, 1988. (Otra edición: Londres: Serpent's Tail, 1992).
- Buki no kokan. Traducido por Ayako Saito. Tokyo: Gendaikikakushitsu Publishers, 1990. (Raten amerika bungaku senshu, 2.)(Japonés)
- "Waffentausch", en: AMORica Latina (traducción al alemán: Erna Pfeiffer), Viena: Wiener Fauenverlag, 1991.
- The Censors (selected short stories, edición bilingüe). Con traducciones de Hortense Carpentier, J. Jorge Castello, Helen Lane, Christopher Leland, Margaret Sayers Peden y David Unger. Willimantic, CT, USA : Curbstone Press, 1992.
- Black Novel (with Argentines). Traducción de Toby Talbot. Nueva York: Simon & Schuster, 1992. (Otras ediciones: St. Leonard, Australia: Allen & Unwin, 1992. Pittsburgh, PA, USA: Latin American Literary Review Press, 2001).
- Bedside Manners. Traducción de Margaret Jull Costa. Londres/Nueva York: Serpent's Tail/High Risk, 1995. (Otra edición: Londres: Serpent's Tail, 1995).
- "Symmetrien", en: Torturada (traducción al alemán: Erna Pfeiffer), Viena: Wiener Fauenverlag, 1995.
- Promena oružja, Traducción de Ksenija Bilbija. Belgrado, Yugoslavia: Izdavacko Preduzece "Rad", 1995. (Serie Rec i Misao, 450) (Serbio)
- Offene Tore (Geschichten aus Lateinamerika). Traducción al alemán: Erna Pfeiffer, Viena: Wiener Frauenverlag, 1996.
- Symmetries (relatos). Traducidos del español por Margaret Jull Costa. Londres/Nueva York: Serpent’s Tail/High Risk, 1998.
- Clara. Traducción de Andrea G. Labinger. Pittsburgh, PA: Latin American Literary Review Press, 1999.
- Romance negro com argentinos. Traducción de Paloma Vidal. Rio de Janeiro/Belo Horizonte: Ríos Ambiciosos /Autêntica Editora, 2001.
- Noir con Argentini, Verona, Italia: Pierluigi Perosini Editore, 2003. (traducción de Francesca Dalle Pezze, prólogo de María Cecilia Graña)
- "Pantera oculare" en: María Cecilia Graña, Tra due specchi. 18 racconti fantastici di scrittrici latinoamericane, Roma: Fahrenheit 451, 2004. (Trad. Francesca Dalle Pezze).
- "Blind dates" en: Revista Pretext, Número 11, Londres 2005.
- Realtà nazionale vista dal letto. Prefacio de Antonio Melis, traducción de Rodja Bernardoni. Iesa: Edizioni Gorée, 2006. (i calanchi, 4)
- "A family for Clotilde", traducción de Hortense Carpentier y J. Jorge Castello, en: Wendy Martin, The art of short story. Boston, MA: Houghton Mifflin Company, 2006.
- "Uppmaning", "Der har mannen ar arena guldgruban", "Taggar", traducción al sueco de Hanna Axén, en Revista Karavan N.º 4. Estocolmo, 2005 (microrrelatos).
- Feuer am Wort. Antología. Traducido al alemán por Helga Lion, Erna Pfeiffer, Julia Schwaighofer, Eva Srna und Birgit Weilguny. Klagenfurt/Celovec (Austria): Drava Verlag, 2008. (Edition Milo)
- Morgen. Roman. (Traducido al alemán por Helga Lion y Gerald Wallner). Klagenfurt/Celovec (Austria): Drava Verlag, 2010. (Edition Milo)
- Il procuratore muore. (Traducido al italiano por Laura Mongiardo). Edizioni le Assassine Milano, 2023.